# 十便十宜
『十便十宜』（じゅうべんじゅうぎ）は、池大雅と与謝蕪村が競作した絵画作品である。江戸時代の明和8年（1771年）ごろに完成した。通称『十便十宜図』。
「紙本淡彩十便図〈池大雅筆／〉」・「紙本淡彩十宜図〈与謝蕪村筆／〉」として国宝（美術工芸品）に指定されている。色紙大（約18センチメートル四方）の各10図、計20図から成り、手のひらにのせて鑑賞できる国宝絵画である。「十便」「十宜」の両帖は各々表紙（「池霞樵十便画冊」「謝春星十宜画冊」）をつけて装幀してあり、「十便十宜帖」、「十便十宜画冊」とも称される。

## 概要
明末清初の劇作家李漁（李笠翁）の詩「十便十二宜詩」の意を汲んで、これを絵画に表現したもので、「十便」を大雅（当時49歳）が、「十宜」を蕪村（当時56歳）がそれぞれ担当して描いた。両者に制作を依頼したのは尾張国鳴海（現名古屋市緑区）の素封家にして好事家の下郷学海で、同時期に京都で活躍しながら、あまり親しく交わっていなかった大雅と蕪村の二人に注文して、この企画を実現させたものである。
李漁は江戸時代の文人画家に影響を与えた『芥子園画伝』の序文を書き、その編集にも携わった人物で、大雅や蕪村にとって馴染みの存在だった。画題の「十便十二宜詩」、すなわち「伊園十便詩」「伊園十二宜詩」は、明国滅亡の折、兵乱から逃れて伊山の麓で3年ほど隠遁生活を送った李が、当地に構えた自らの別荘・伊園における十の便（便利なこと）と十の宜（よろしきこと）をうたった詩である。十便図の第一図「耕便図」には次のような序文が記されている。
伊園の主人は草蘆を山麓にむすんで門を閉ざし、まるで世捨て人そのものだ。通りすがりの客人が主人にたずねる。「人ごみを離れた一人の暮らしは静かであろうが、何かと不便では」。この問いかけに対し「山水自然の利を受け、花鳥と親しく交わって享ける便益は数えきれないほど多い」と問われるままに答えたところ、思いがけず詩になった。
絵画化する際、「十二宜」詩をなぜ「十宜」に減らしたのかについては、大雅の「十便」に図数を合わせたとも説明されるが、宜の詩は「十二宜」と題しながら、そもそも十首しか掲載されていないことが藤田真一、徳田武らによって指摘されている。
大正時代に文人画展覧会（所蔵者松本枩蔵邸）で実物を見て感動した志賀直哉は、自身が気に入った古美術を紹介した図録集『座右宝』（大正15年刊）に大雅の「十便図」を掲載した。一方で、蕪村の「十宜図」を採用しなかったのは「どうも素直に受入れられぬものがある」と同書序文で明かしている。また、同展覧会で志賀と同じ日に実見した柳宗悦も、とりわけ大雅の絵に「感心し、敬慕し、近頃受けた事のない程の多くの暗示を受けた」との感想を『白樺』（大正11年12月1日）につづっている。『十便十宜図』は文人画の愛好家から垂涎の的とされ、西日本各地の愛好家の間を転々としてきたという。戦後まもなく、作家の川端康成が出版社に借金して家を購入しようとしていたところ、『十便十宜図』を手放す人が現れたため即座にこれを買い取った。秀子夫人によれば、川端はかねてより『十便十宜図』が手に入ったら「死んでもいい」とまで話していたという。これ以降、公益財団法人川端康成記念会の所蔵。
十時梅厓、中林竹洞による模写が存在する（いずれも個人蔵）。

## 十便帖

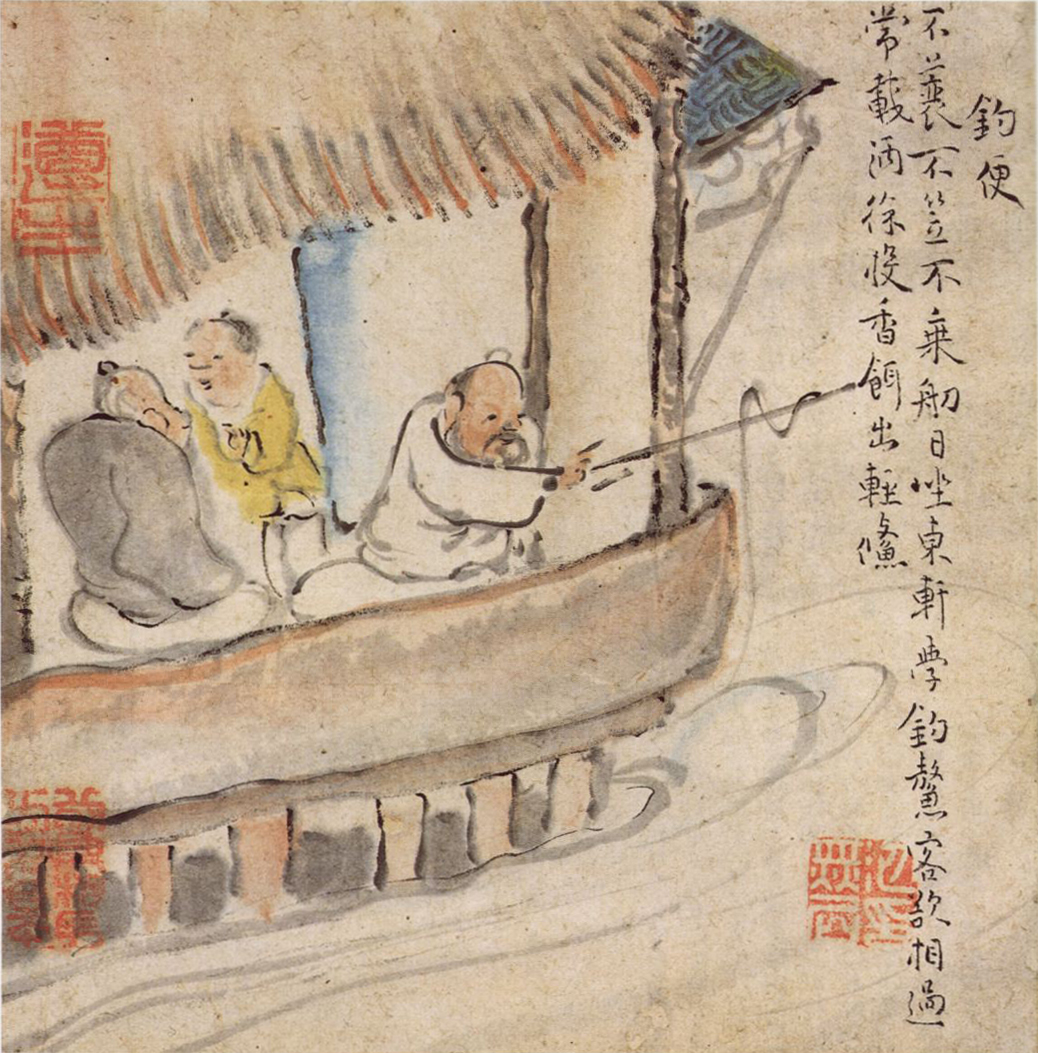
釣便図

池大雅図。李漁が伊園においていう「十の便利」を絵画化したもの。自然と共に生きる人間の豊かさを画面いっぱいに描きこんでいる。
- 耕便（こうべん）
- 汲便（きゅうべん）
- 浣濯便（かんたくべん）
- 灌園便（かんえんべん）
- 釣便（ちょうべん）
- 吟便（ぎんべん）
- 課農便（かのうべん）
- 樵便（しょうべん）
- 防夜便（ぼうやべん）
- 眺便（ちょうべん）

田を耕すに、水を汲むに、洗濯をするに、畑に水をやるに、釣りをするに、詩を吟ずるに、農を課するに、樵をするに、夜のしたくをするに、眺めるに便な生活であると詠んでいる。

## 十宜帖

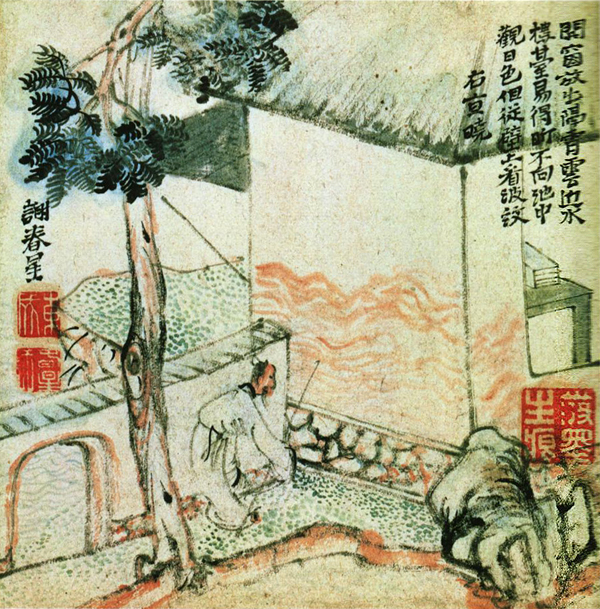
宜暁

与謝蕪村図。自然が四季や時間、天候によって移り変わるそれぞれの「十の宜いこと」を絵画化したもの。線の使い分けなど、自然描写が美しく、俳人として生きた蕪村の個性が表れている。
- 宜春（ぎしゅん）
- 宜夏（ぎか）
- 宜秋（ぎしゅう）
- 宜冬（ぎとう）
- 宜暁（ぎぎょう）
- 宜晩（ぎばん）
- 宜晴（ぎせい）
- 宜風（ぎふう）
- 宜陰（ぎいん）
- 宜雨（ぎう）

桃の花が咲き柳が芽吹く春爛漫のよろしさ、緑陰に囲まれた家で過ごす夏のよろしさ、門外で紅葉や楓が色づく秋のよろしさ、茂った樹林が寒気を防いでくれる冬のよろしさ、窓を開けて換気する明け方のよろしさ、山月との別れが名残り惜しい夕方のよろしさ、滝が水を落とす景色の晴れた日のよろしさ、花の香漂うさわやかな風の日のよろしさ、詩作にうってつけの曇りの日のよろしさ、山谷の景色を独占できる雨の日のよろしさ、をそれぞれ詠んだ。